# میکل ایگلسیاس
میکل ایگلسیاس (کاتالونیایی: Mikel Iglesias؛ زادهٔ ۱۰ ژوئیهٔ ۱۹۹۶) بازیگر تئاتر، سینما و تلویزیون اهل اسپانیا است.
از فیلم‌ها یا برنامه‌های تلویزیونی که وی در آن نقش داشته است، می‌توان به برف سیاه، قاپ‌زنی، آخرین روزها و اسماعیل اشاره کرد.